# آلف مارهولم
آلف مارهولم (آلمانی: Alf Marholm؛ ‏ ۳۱ مهٔ ۱۹۱۸ – ۲۴ فوریهٔ ۲۰۰۶) بازیگر و صداپیشه اهل آلمان بود.
از فیلم‌ها یا مجموعه‌های تلویزیونی که وی در آن‌ها نقش داشته‌است، می‌توان به کشتی مرگ، اشک‌های خونبار و زندگی عجیب و غریب بارون فریدریش فون در ترنک اشاره نمود.